# Этнографический музей села Казаклия
Этнографический музей села Казаклия (рум. Muzeul Etnografic din satul Cazaclia) — культурный центр, в котором представлено наследие гагаузского народа. Расположен в центре села Казаклия в Молдове.

## О музее
Был открыт в октябре 2019 года по инициативе Депутата Парламента Молдавии Иванны Кёксал в здании бывшего магазина. Первым руководителем музея стала специалист Елена Васильевна Терзи.
Первоначально здание музея функционировало на основании договора аренды, который оплачивался примэрией села Казаклия. В 2023 году Местный Сельский Совет и примэрия во главе с примаром Анатолием Узун выкупили здание и передали на баланс примэрии села Казаклия. Семья Кёксал и волонтёры активно участвовали в ремонтных работах, оборудовании двух залов и реконструкции традиционного гагаузского подвала, находящегося непосредственно под зданием.
В настоящее время в музее представлено более тысячи экспонатов, среди которых: одежда, предметы быта, орудия труда, архивные документы и сведения о жителях села. Собрание музея является историческим наследием и центром культурного развития, который помогает воссоздать и сохранить картины жизни предков гагаузского народа.
Музей представляет уникальные материалы для научного исследования истории Гагаузии, антропологии и социокультурных аспектов гагаузского общества.

## Залы
Экспозиция музея знакомит с разнообразными сторонами культуры и быта гагаузского народа, состоит из пяти залов и реконструированного гагаузского подвала:
- Первый зал представляет традиционную гагаузскую одежду, уникальные наряды и аксессуары, стиль и ремесленные традиции и обычаи гагаузского народа.
- Второй представляет предметы быта: от кухонной утвари до предметов домашнего обихода.
- Третий экспонирует орудия труда, инструменты и технологии для различного ремесла и сельского хозяйства.
- Четвёртый знакомит с религиозными артефактами и обычаями гагаузского народа, демонстрирует их вклад в искусство и культуру Гагаузии.
- Пятый зал — это пространство для временных выставок и мероприятий.
- Подземный объект раскрывает аспекты быта и традиций гагаузских подвалов.

## Галерея

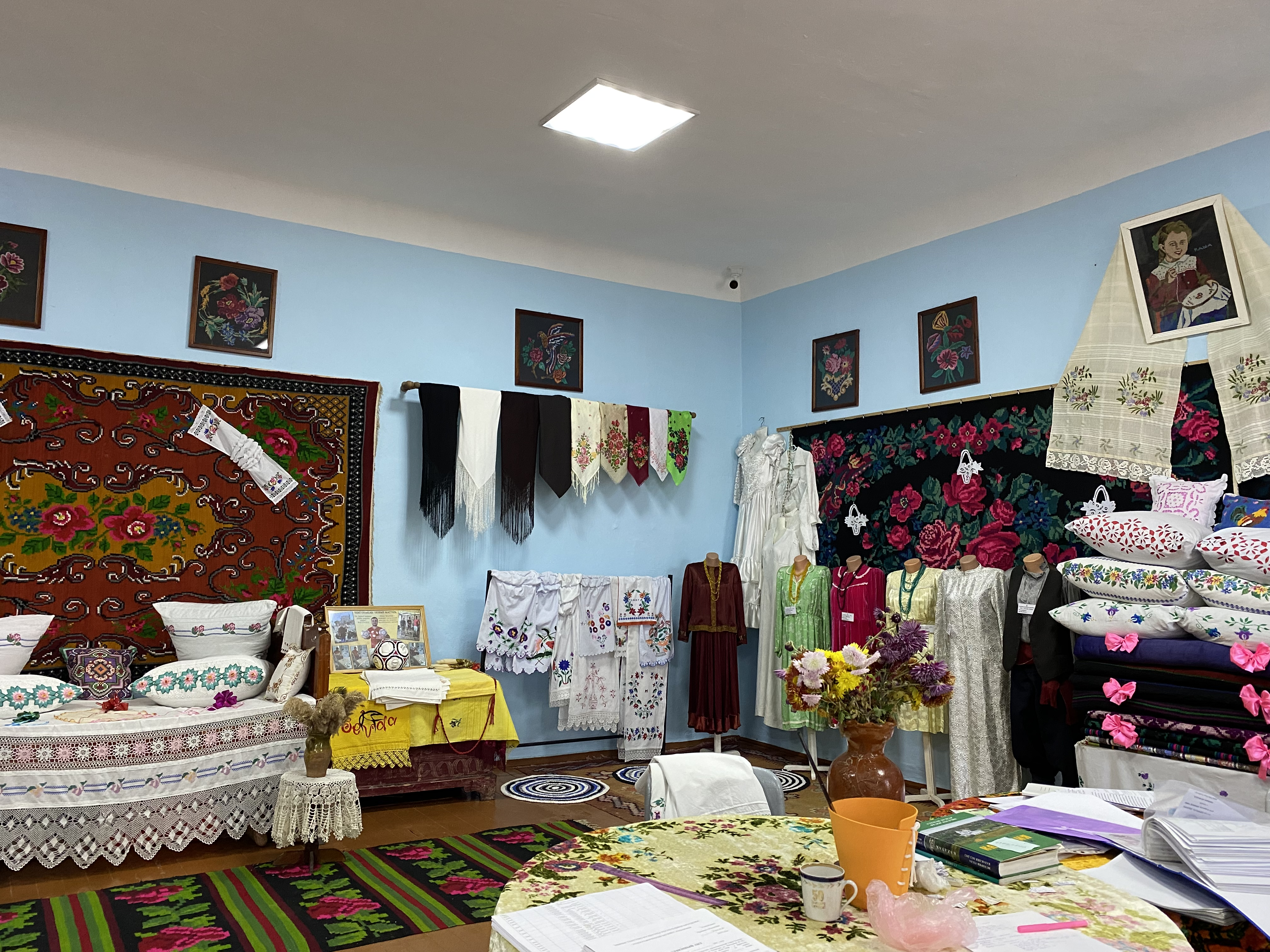
В этом зале представлены уникальные наряды и аксессуары, традиционная гагаузская одежда, стиль и ремесленные традиции и обычаи гагаузского народа.
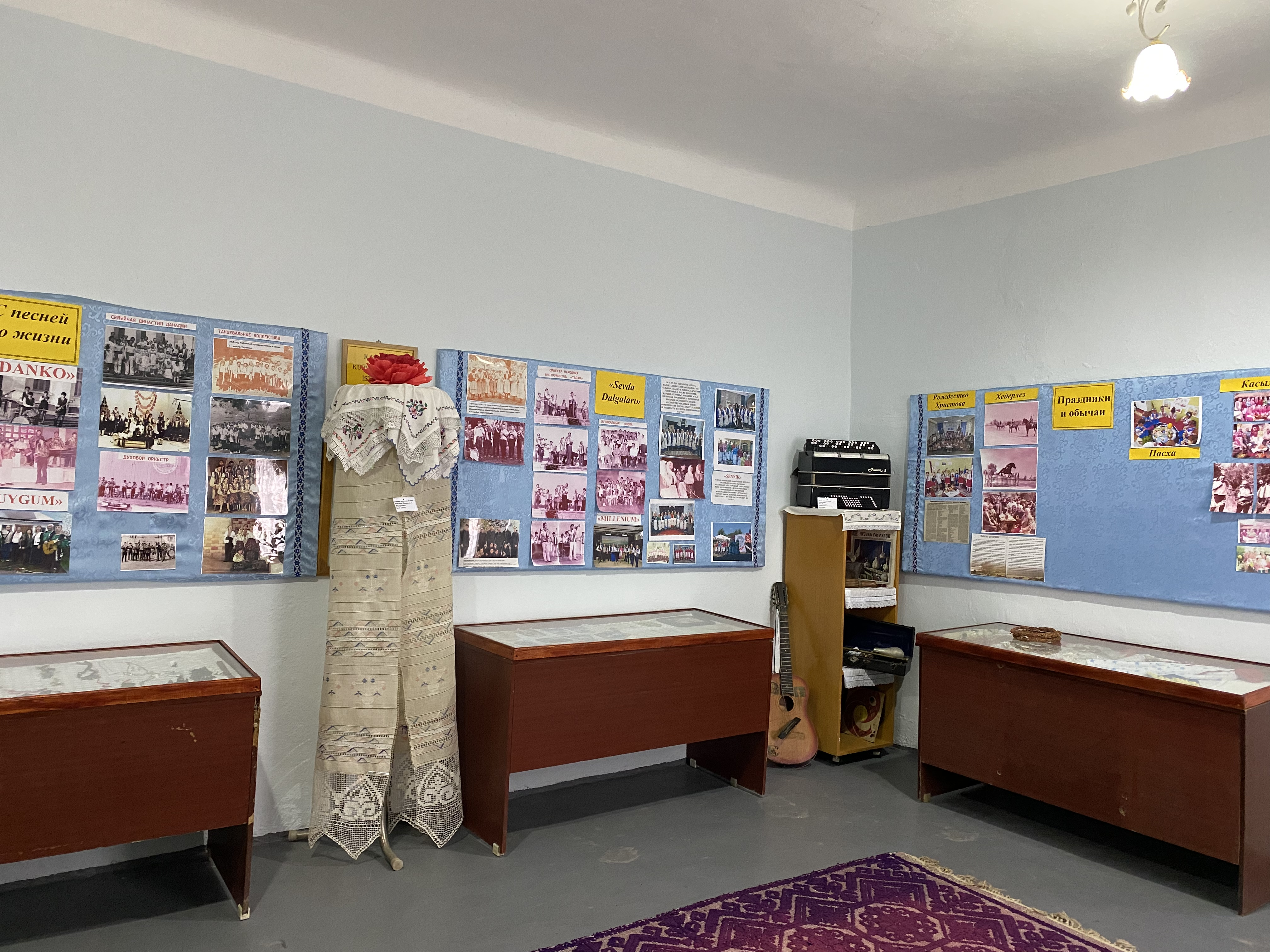
В этом зале представлены религиозные артефакты и обычаи гагаузского народа и их вклад в искусство и культуры Гагаузии.
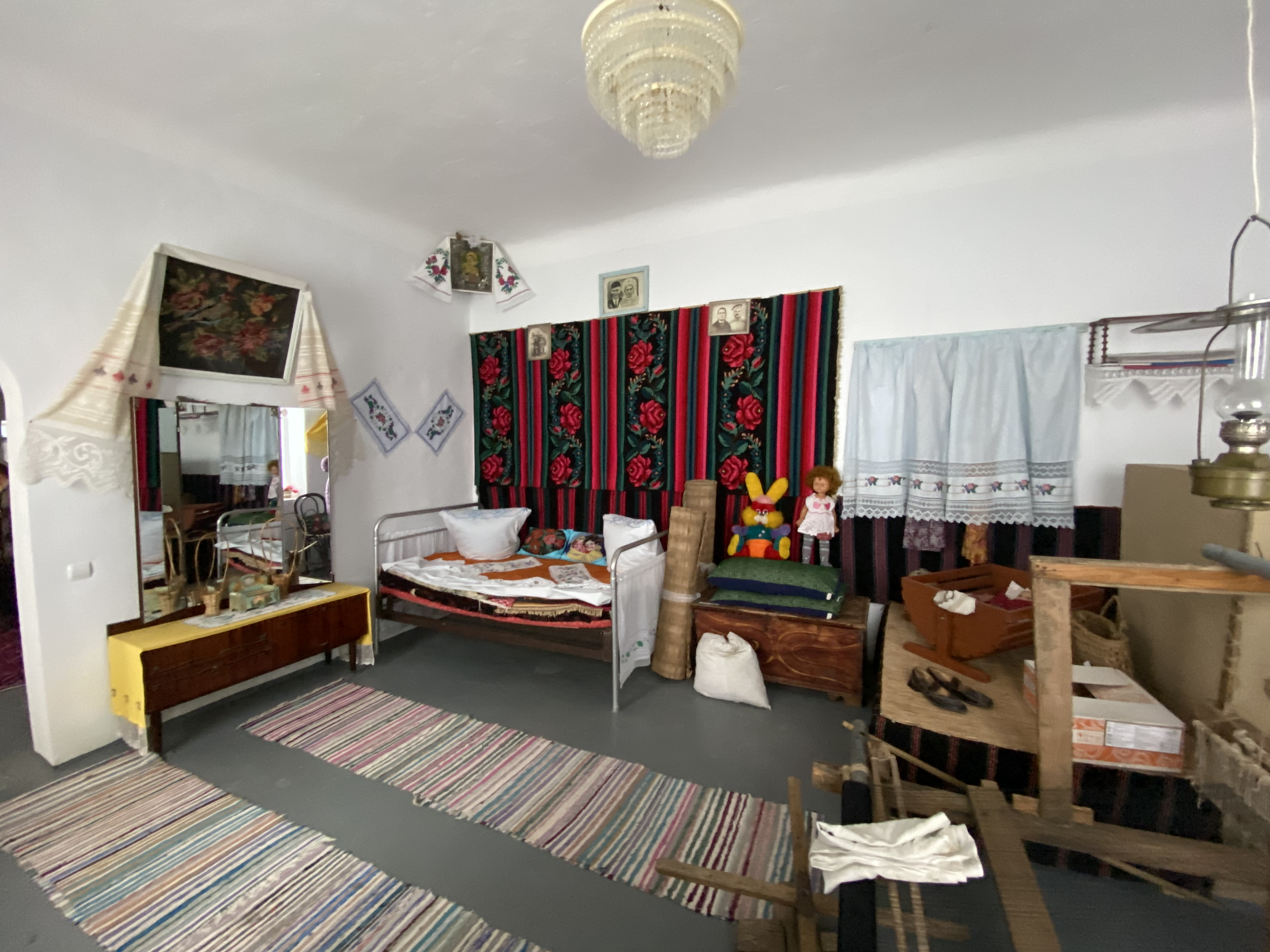
Зал житейско-бытового уклада жизни гагаузов.
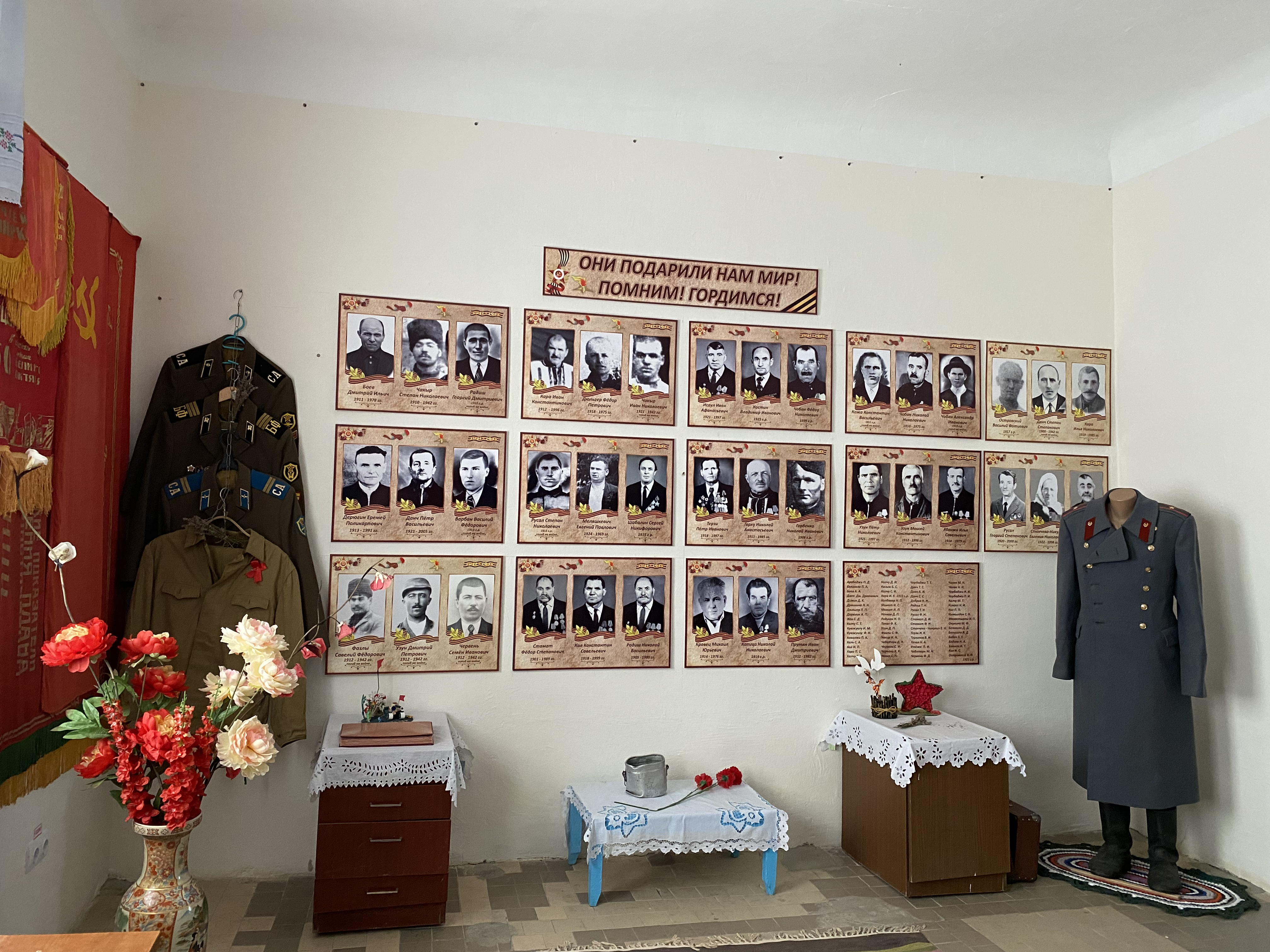
Зал Памяти Защитников Отечества Советского периода.
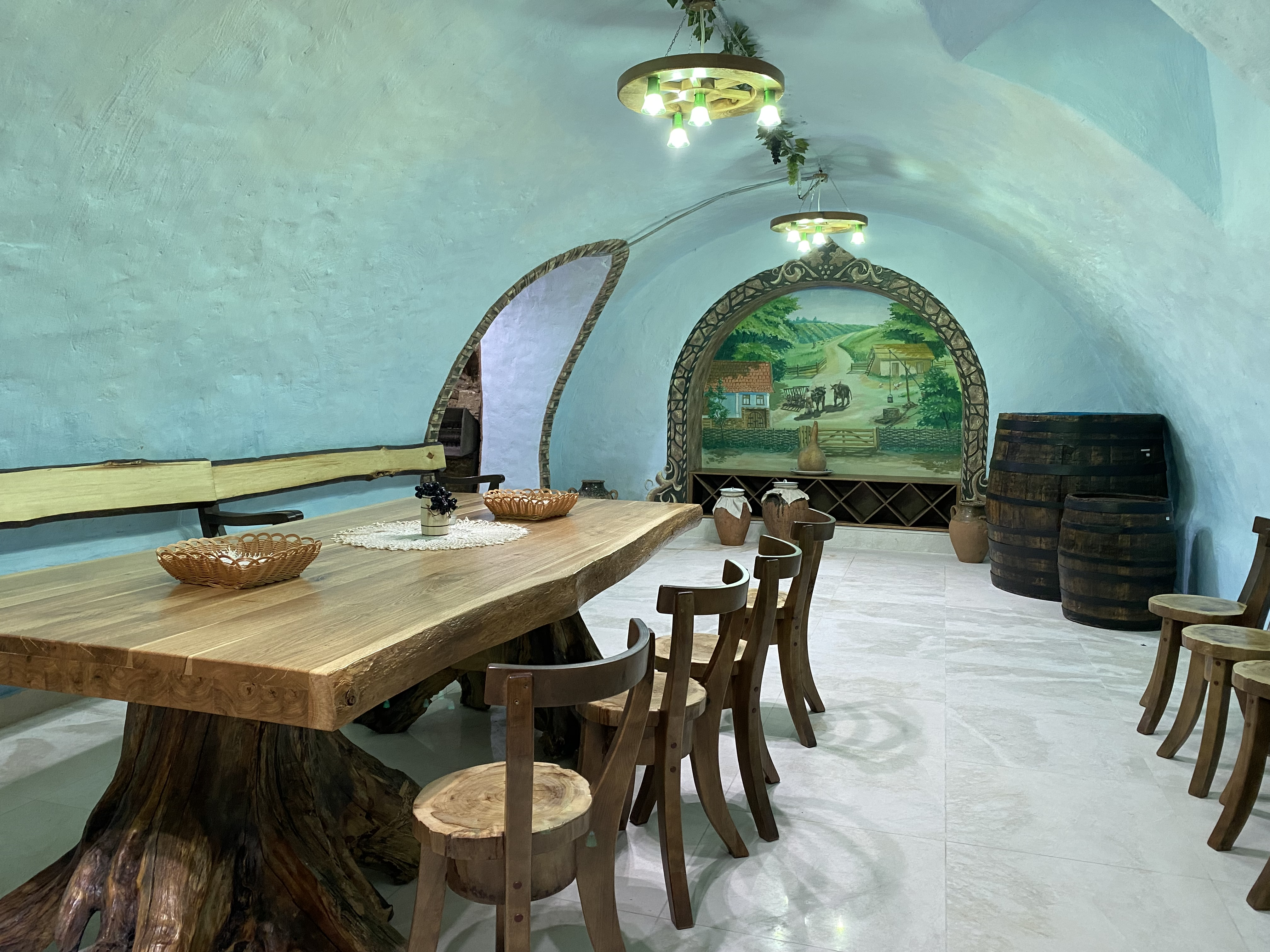
Гагаузский подвал под зданием музея, построенный 1915 году.
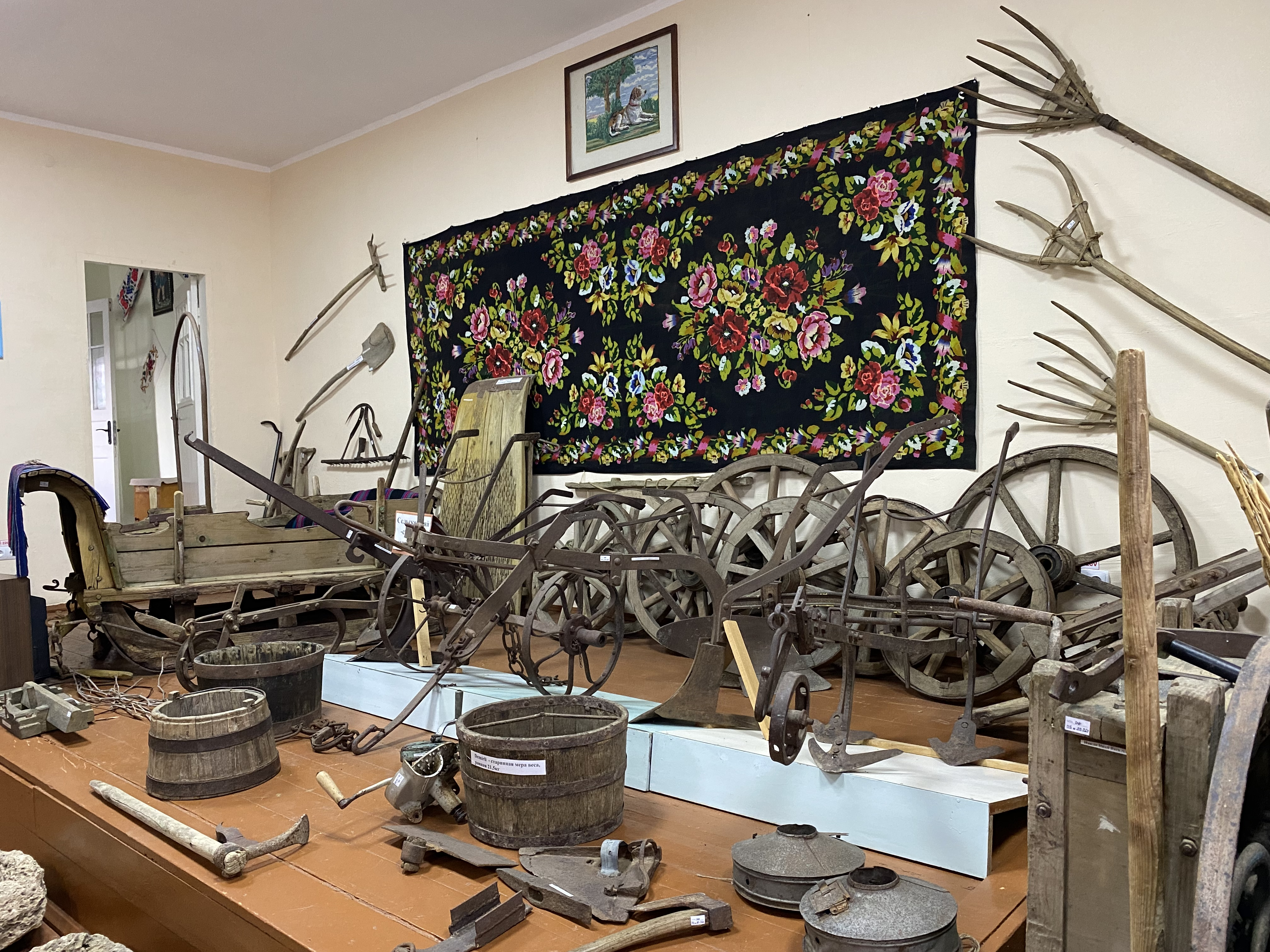
Зал сельскохозяйственного инвентаря, орудий труда и разных ремёсел.